# كامب موبايل
كامب موبايل  (بالإنجليزية: Camp Mobile)، هي شركة كورية جنوبية تأسست في شهر فبراير 2013، ويقع مقرها في العاصمة الكورية الجنوبية سول، وهي شركة تابعة للشركة الأم نافير، وتهتم كامب موبايل بخدمة اتصالات الإنترنت والهواتف المحمولة حول العالم.

## مواقع خارجية
- Official Site: Camp Mobile[وصلة مكسورة]
- Official Site: BAND
- Official Site: Naver Corporation